# Дениславка
Дениславка — деревня в Расловском сельском поселении Судиславского района Костромской области России.

## География
Деревня расположена на реке Кохталка (Кохтома, Кохтала), недалеко от автодороги Кострома — Верхнеспасское Р98 и железнодорожной ветки Кострома — Галич.

## История
В деревне находилась усадьба, принадлежавшая князьям Владимиру и Льву Александровичам Шаховским (старшим братьям театрального деятеля Александра Александровича Шаховского).
Согласно Спискам населенных мест Российской империи в 1872 году деревня относилась к 1 стану Костромского уезда Костромской губернии. В ней числилось 6 дворов, проживало 18 мужчин и 22 женщины.
Согласно переписи населения 1897 года в деревне проживало 69 человек (33 мужчины и 36 женщин).
Согласно Списку населенных мест Костромской губернии в 1907 году деревня относилась к Богословской волости Костромского уезда Костромской губернии. По сведениям волостного правления за 1907 год в ней числилось 16 крестьянских дворов и 100 жителей. Основными занятиями жителей деревни, помимо земледелия, были извоз и фабричные отхожие промыслы.
До муниципальной реформы 2010 года деревня входила в состав Грудкинского сельского поселения Судиславского района.

## Население
| 1872 | 1897 | 1907 | 2008 | 2010 | 2014 |
| ---- | ---- | ---- | ---- | ---- | ---- |
| 40   | ↗69  | ↗100 | ↘32  | ↗35  | ↗40  |